# ورنو برینزا
ورنو برینزا (به ایتالیایی: Verano Brianza) یک کومونه در ایتالیا است که در استان مونتزا و بریانتزا واقع شده‌است.

## خصوصیات
ورنو برینزا ۳٫۵ کیلومترمربع مساحت و ۸٬۹۶۸ نفر جمعیت دارد و ۲۶۲ متر بالاتر از سطح دریا واقع شده‌است.

## نگارخانه

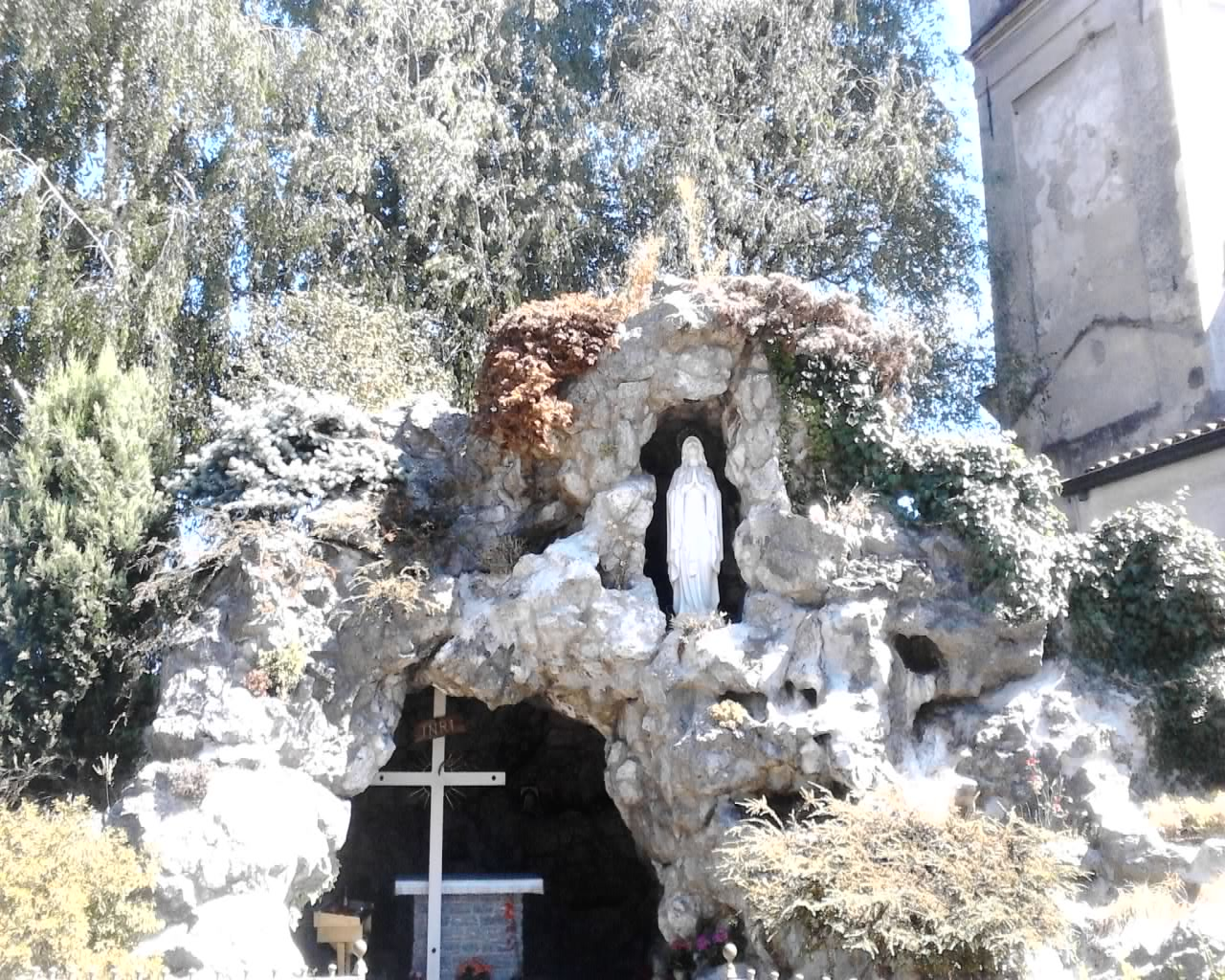
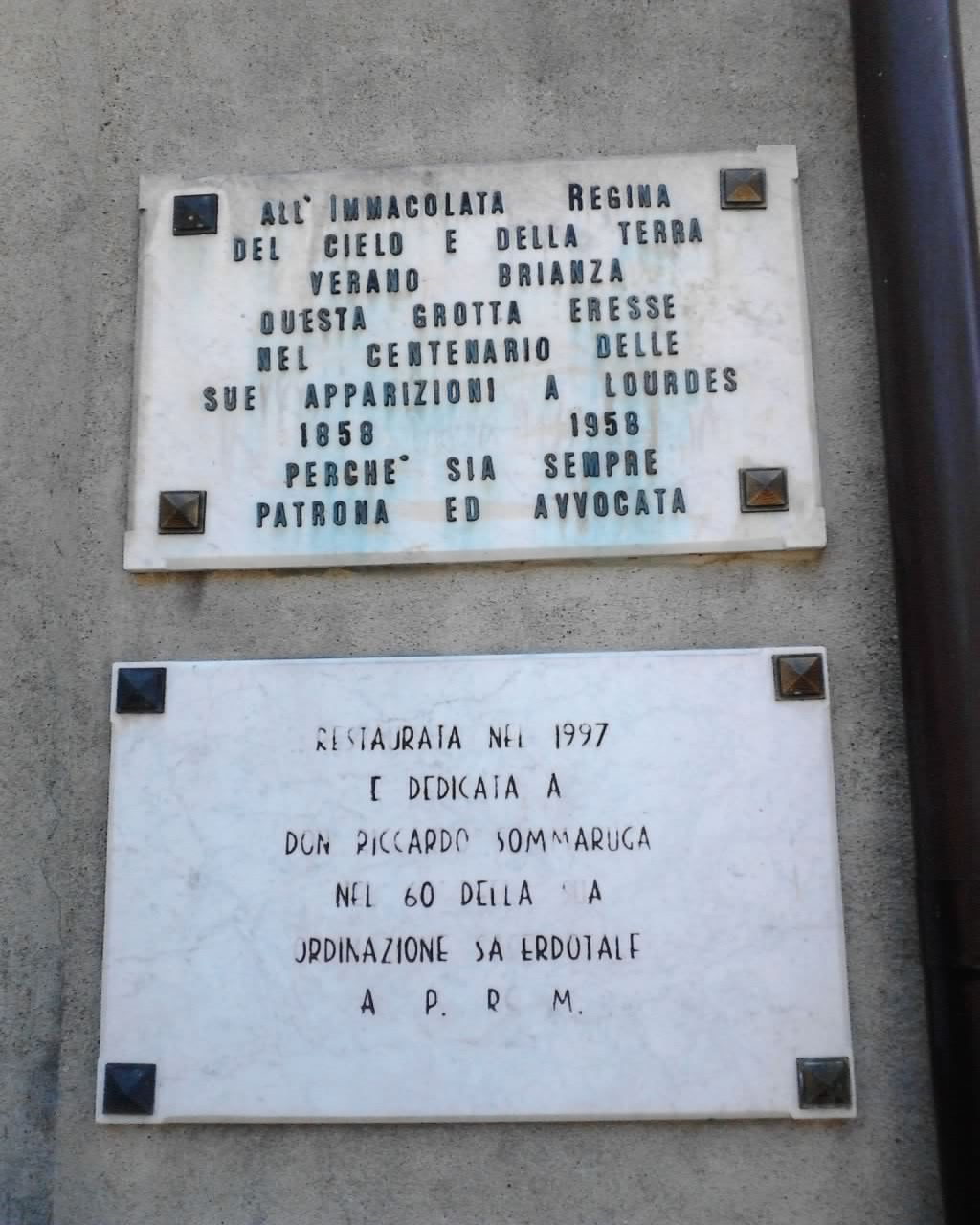
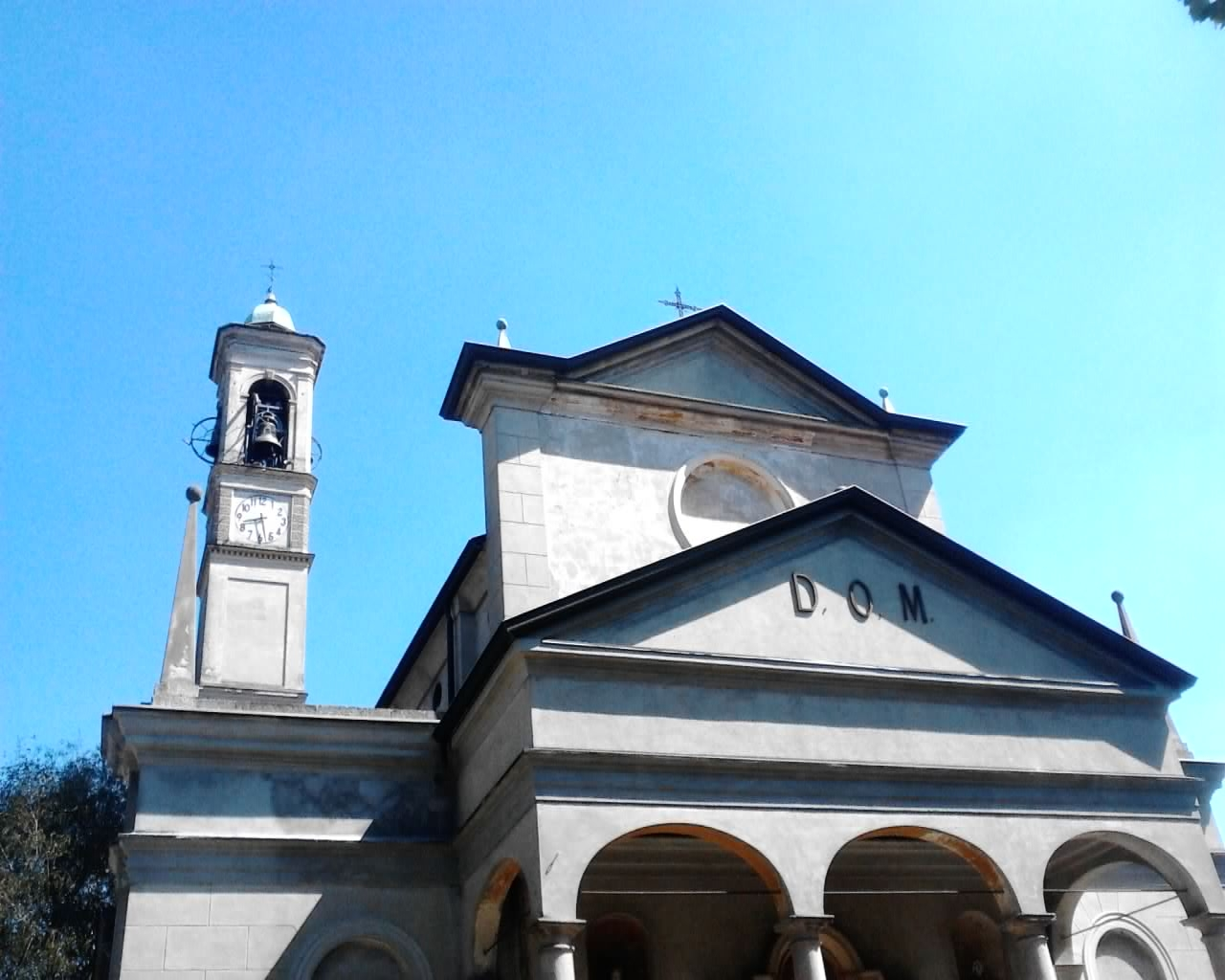
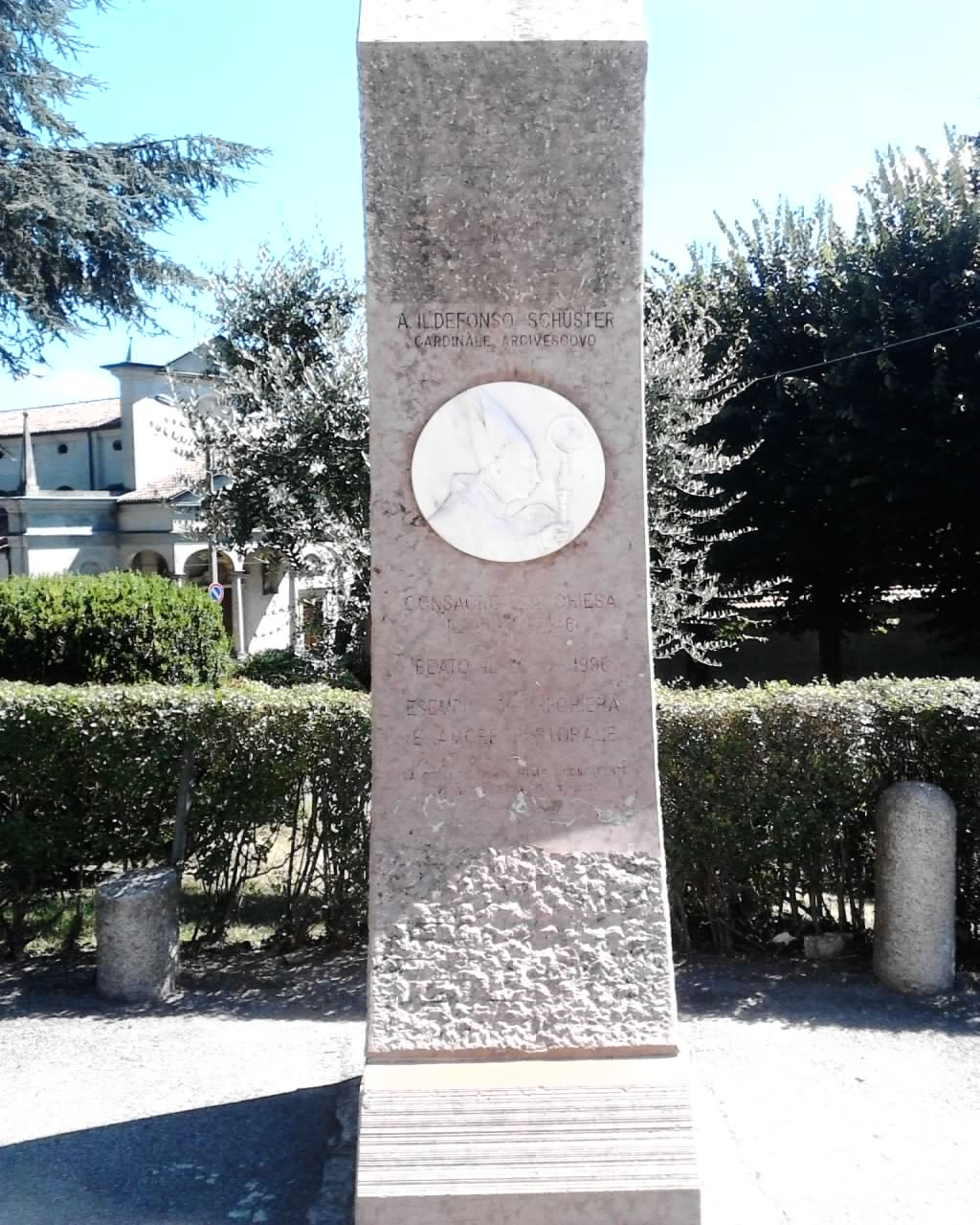